# Gonzalo Camardón
Gonzalo Fernando Camardón (Buenos Aires, 19 de diciembre de 1970) es un exjugador argentino de rugby que se desempeñaba como medio scrum o wing.

## Selección nacional
Debutó en los Pumas con 19 años el 3 de noviembre de 1990 ante el XV de la Rosa. Con la llegada y consolidación de Agustín Pichot como medio scrum titular, Camardón empezó a jugar en todas las posiciones de backs hasta consolidarse como de wing.
Se retiró de ella el 23 de noviembre de 2002 ante Irlanda y en total jugó 41 partidos y marcó 49 puntos.

### Participaciones en Copas del Mundo
Disputó dos Copas del Mundo y se perdió Sudáfrica 1995 por una lesión. En total jugó ocho partidos y no marcó puntos.
| Mundial                       | Sede       | Resultado        | PJ | Tries |
| ----------------------------- | ---------- | ---------------- | -- | ----- |
| Copa Mundial de Rugby de 1991 | Inglaterra | Primera fase     | 3  | 0     |
| Copa Mundial de Rugby de 1999 | Gales      | Cuartos de final | 5  | 0     |